# フランク・ティエリ
アルフォンス・フランク・ティエリ（Alphonse Frank Tieri, 1904年2月22日 - 1981年3月31日）はニューヨーク・マフィアの一つ、ジェノヴェーゼ・ファミリーのボスだった人物。ニックネームはザ･オールドマン(the Old Man)もしくはファンジ(Funzi)と呼ばれていた。ティエリは通称RICO法と呼ばれる法律により有罪判決が下った最初のマフィアのメンバーでもある。

## 生涯
イタリア・ナポリ生まれ。1911年、家族と共にニューヨークに移住してきた。一家はブルックリンに居を構えたがティエリは市民権を得ることは適わなかった。ティエリはジョン・ゴッティの様なあまり目立つような事をして自分で墓穴を掘るような真似は好まず、銃より話し合いで問題を解決する穏健なタイプのギャングと考えられていた。20歳の頃、武装強盗の罪で有罪判決を受けていたが、それ以降は、当局からの注意を引くような事は極力避け、ブルックリンにあるこぢんまりとした邸宅で暮らしていた。
1972年、67歳になったティエリは、ボスのトーマス・エボリの死によりジェノヴェーゼ・ファミリーのボスとなった。エボリの死はガンビーノ・ファミリーのボスだったカルロ・ガンビーノが友人でもあったティエリの方がボスに相応しいとの理由でエボリ抹殺を求めていたとされている。しかし、今日のほとんどの専門家の間では、60年代後半以降のファミリーの実質的な支配者はフィリップ・ロンバルドであり、ティエリは単にエボリの後任のフロント・ボス(見せ掛けのボス)としての存在だったと考えられている。
ティエリはフィラデルフィア・ファミリーのボスだったアンジェロ・ブルーノの殺害を指令したと考えられている。東海岸のリゾート地だったアトランティック・シティは当時ブルーノの支配下にあり、1976年にはギャンブルが合法化され、ジェノヴェーゼそしてガンビーノ等他のファミリーが彼の地での利権を獲得するためにその殺害を企てたと考えられている。1980年、アンジェロ・ブルーノは至近距離から散弾銃で撃たれ死亡した。
その後、ティエリは全米で最も規模の大きいマフィア・ファミリーのひとつを率いるボスとして、彼自身は自分はスポーツウェアメーカーの従業員であると主張したが、連邦検察官より強要、不法賭博、詐欺、麻薬取引、殺人等の不法行為により告訴された。
1981年1月、ティエリは病床にあったが、RICO法違反で有罪判決が下され、懲役10年の刑を宣告された。この判決に対しティエリの弁護団は、彼は病により死の床にあると主張したが、裁判官は検察官らの支持により判決を下した。有罪判決からわずか2ヶ月余り後の1981年3月31日、ティエリはニューヨークにあるマウント・サイナイ病院で病死した。